# Тюхи
Ста́рый Тю́хи (эст. Vana Tühi), в русском переводе Тю́хи — персонаж эстонского народного эпоса «Калевипоэг». Свояк Рогатого (муж сестры его жены), злой и глупый, по своей сути близок к Ванапагану. Упоминается в четырнадцатой и пятнадцатой и песнях эпоса.

## Песнь четырнадцатая
Зрелище подземного мира * Первый поединок с Рогатым * Обратный путь
Три сестры, заперев в кухне жену Рогатого, властителя ада, показывают Калевипоэгу его дом и богатства. Показывают они и золотую избу, где «в дни богатых, долгих пиршеств» закрывается Рогатый со своей роднёй и друзьями:
Там неистовствует пиво,
Буйный хмель рычит и воет.
С ним свояк пирует Тюхи,
Тётка — злая сука ада,
Бабка — белая кобыла.

## Песнь пятнадцатая
Бесы преследуют Калевипоэга * Олев-зодчий * Судьба девушек, освобождённых витязем
Калевипоэг освобождает из плена Рогатого трёх сестёр и вместе с дорогим добром несёт их на себе в сторону родного дома. Бесы кидаются за ним вдогонку:
Это — сам коварный Тюхи,
Прихватив подручных тайных,
Вслед за Калевом пустился
За Рогатого сквитаться.

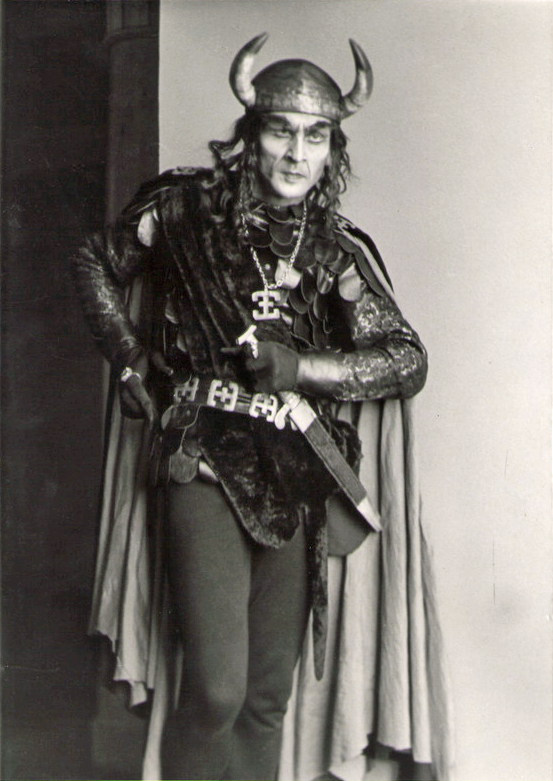
Бес (Борис Блинов), персонаж балета «Калевипоэг». Театр «Эстония», 1948 год

Младшая из сестёр при помощи волшебного прутика вызывает потоки воды, преграждающие путь преследователям, и «племя адское» не может понять, откуда она вдруг взялась. Тюхи начинает засыпать Калевипоэга вопросами:
На невиданное диво
Племя адское дивилось:
«Кто долину вылил в море?
На траве — откуда волны?»
Тюхи спрашивать пустился,
Стал выпытывать у мужа:
— Дорогой Калевипоэг,
Золотой мой паренёчек!
Неужели утащил ты
Наших курочек домашних,
Взял тетёрочек из дома?
На утвердительный ответ Калевипоэга Тюхи задаёт следующий вопрос: правда ли Калевипоэг вбил Рогатого в землю, словно кол. Калевипоэг подтверждает. Тюхи задаёт следующий вопрос: неужели Калевипоэг запер жену Рогатого в кухне, — Калевипоэг опять отвечает утвердительно. Допытывается Тюхи и насчёт взятых Калевипоэгом меча, чудо-шапки, золота, талеров, волшебного прутика, о спасённых девушках — и на всё получает ответы.
Молвил Тюхи напоследок,
Стал выпытывать у мужа:
— Ты скажи, Калевипоэг,
Золотой мой паренёчек!
Не придёшь ли к нам ты снова —
Ссору новую затеять?
Калевипоэг, поразмыслив, отвечает, что может так случиться, что он снова наведается к Рогатому: «в золотой избе порыться, бочку талеров 
отсыпать», расквитаться с Рогатым и за старый, и за новый долг.
Тут с подручными своими
Наутёк пустился Тюхи,
Убегал он так проворно,
Словно угли нёс в кармане,
Овод жалил под рубахой.